# Pracuj Polaku powoli

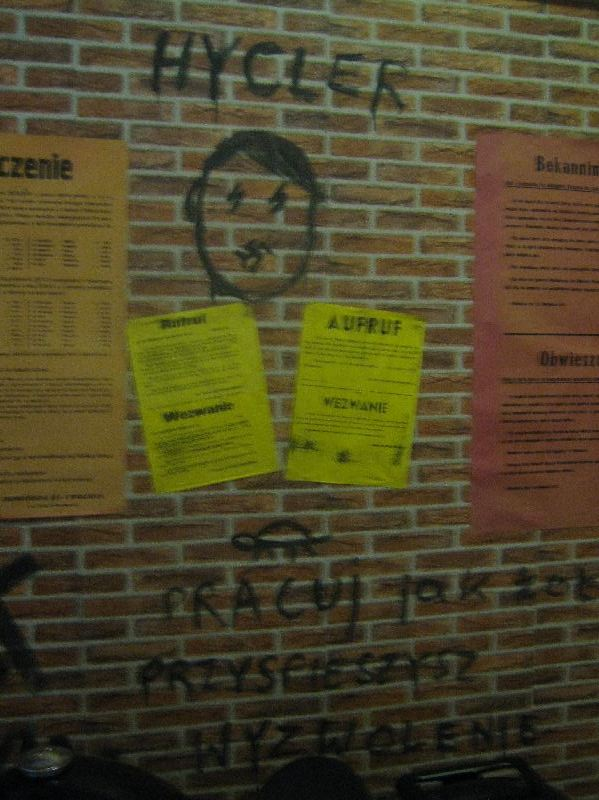
Znak żółwia z hasłem w Muzeum Wojska Polskiego w Warszawie

Pracuj Polaku powoli (pPp) – graffiti przedstawiające często żółwia lub ciąg liter, malowane od końca 1941 przez patriotyczne młodzieżówki polskie (harcerstwo itp.) na murach i chodnikach okupowanej przez Niemców Polski. Żółwie te zachęcać miały Polaków (zmuszonych do pracy na rzecz niemieckiego okupanta) do nieprzejawiania zapału w tej pracy. Były też symbolem sabotażu gospodarki i przemysłu przejętych przez okupanta.
W ramach akcji „Żółw” wykonano olbrzymią liczbę rysunków. Ludzie je wykonujący modyfikowali często hasło „pracuj Polaku powoli”. Pojawiały się m.in. hasła: „Dla wroga pracuj powoli”, „Pracując wolniej przyspieszysz koniec wojny”, „Bądź powolny jak żółw pracując dla szkopów” czy „To jest żółw. Tak jak on poruszaj się pracując dla Niemca”.